# Artilleribatteri

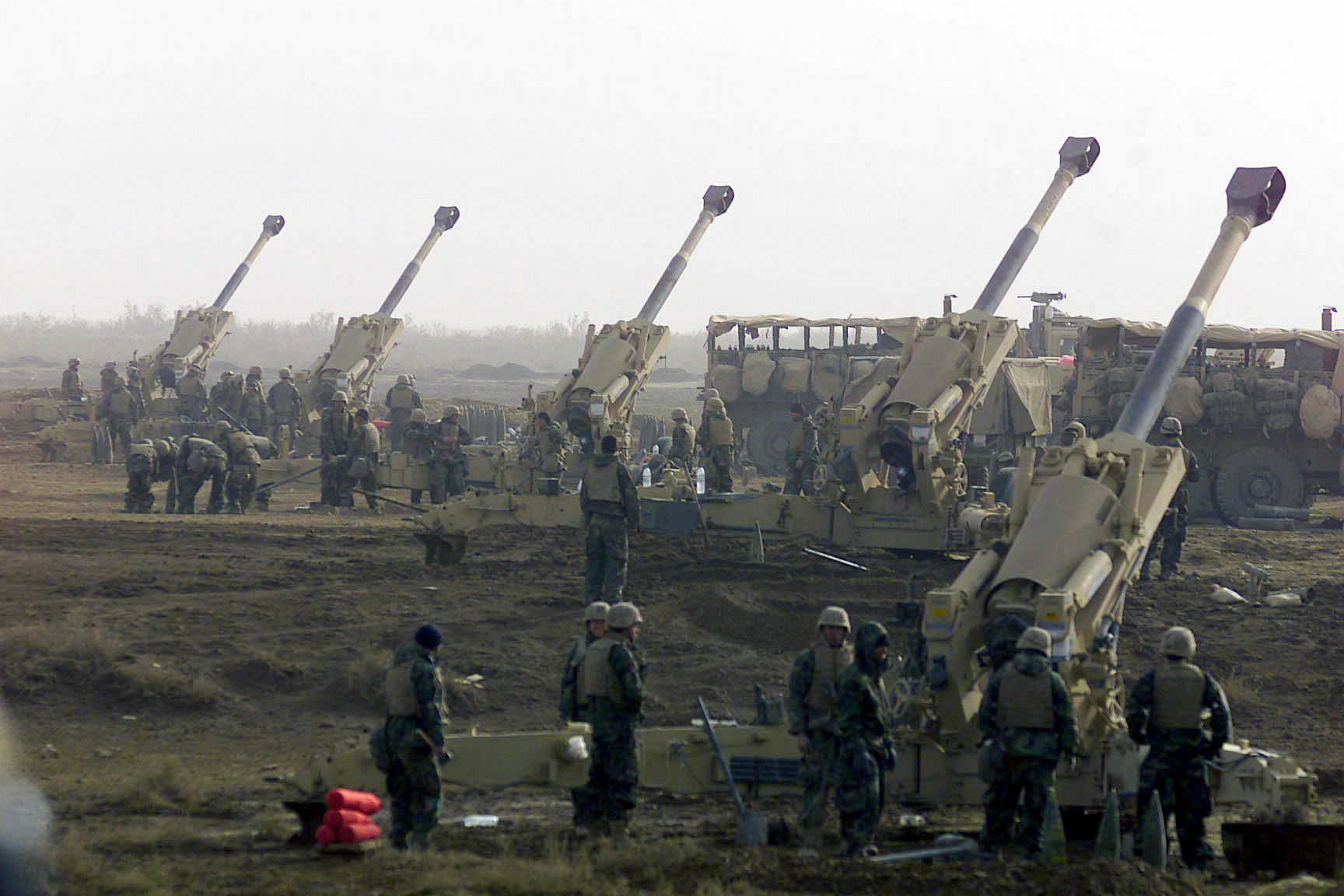
Ett batteri från amerikanska marinkåren står klara att öppna eld mot mål i Irak, mars 2003.

Artilleribatteri är inom artilleriet ett antal artilleripjäser eller raketer som är uppställda tillsammans och som genom samordad eld avfyras mot ett givet mål. Bekämpningen gäller oftare en yta snarare än ett enskilt mål. Med många eldrör eller raketer täcks en större yta genom den spridning som fås. Oftast eftersträvas överraskningsmomentet som fås med samtidigt eldöppnande.
Batteri kommer av franska batterie, av battre, att slå.
Mellan åren 1830–1966 var batteri benämning på artilleriets motsvarighet till kompani och skvadron.
En svensk artilleribataljon (artilleridivision) bestod vanligen av:
- Stabskompani (stabsbatteri)
- 1.-3. kompanierna (1.-3. batterierna, de skjutande delarna benämndes stridsbatteri)
- Trosskompani (Trossbatteri)